# Albert Baird Hastings
Albert Baird Hastings (* 20. November 1895 in Dayton, Kentucky; † 24. September 1987 in La Jolla, Kalifornien) war ein US-amerikanischer Biochemiker an der Harvard Medical School und am Scripps Research Institute. Er machte sich um die Entwicklung der Biochemie zu einer quantitativen Wissenschaft verdient.

## Leben und Wirken
Hastings wuchs in Indianapolis, Indiana, auf. Er schrieb sich 1913 an der University of Michigan zunächst für Chemieingenieurwesen ein, erhielt dann aber 1917 unter Floyd E. Bartell einen Abschluss in Chemie. Während des Ersten Weltkriegs arbeitete er für das United States Public Health Service, wo er in seiner Arbeit unter Frederic S. Lee zur Erforschung der Fatigue erstmals mit der Physiologie in Kontakt kam. 1921 erwarb Hastings bei Ernest L. Scott an der Columbia University einen Ph.D. Als Postdoktorand arbeitete er bis 1926 bei Donald D. Van Slyke am Rockefeller Institute for Medical Research, wo er wichtige Beiträge zum Gleichgewicht der Elektrolyte im menschlichen Blut leistete.
1926 erhielt Hastings eine Professur an der University of Chicago, wo er unter anderem zum Knochenstoffwechsel forschte. 1935 wechselte er als Nachfolger von Otto Folin an die Harvard Medical School. Hier gehörte er zu den Pionieren der Erforschung des Stoffwechsels mittels radioaktiv markierter Metaboliten. Von 1941 bis 1946 diente Hastings im Committee on Medical Research zur medizinisch-wissenschaftlichen Unterstützung der Streitkräfte der Vereinigten Staaten und ihrer Verbündeten. 1959 übernahm Hastings die Leitung des Scripps Research Institute, auch um selber wieder mehr eigene Forschung betreiben zu können. Die Einrichtung wurde Außenstelle der University of California, San Diego, wo Hastings 1966 eine Professur übernahm. Hier arbeitete er vor allem zum Kohlenstoff-Stoffwechsel der Leber.
Zu Hastings’ Schülern gehörten Christian B. Anfinsen, George F. Cahill Jr., Manfred Kiese, Herbert Tabor und Birgit Vennesland. Hastings war seit 1918 mit Margaret Johnson Hastings verheiratet. Ihr gemeinsamer Sohn Baird Hastings (1919–2007) wurde ein bekannter Dirigent.

## Auszeichnungen (Auswahl)
- 1925 Fellow der American Association for the Advancement of Science
- 1936 Mitglied der American Academy of Arts and Sciences[3]
- 1939 Mitglied der National Academy of Sciences[4]
- 1940 Harvey Lecture
- 1941 Mitglied der American Philosophical Society[5]
- 1945 Präsident der American Society for Biochemistry and Molecular Biology (ASBMB)[6]
- 1948 Medal for Merit
- 1951 Mitglied der Königlich Dänischen Akademie der Wissenschaften
- 1962 Banting-Medaille[7]
- Ehrendoktorate: University of Michigan (1941), Harvard University (1945), University of Oxford (1952), Boston University (1956), Saint Louis University (1965), Columbia University (1967), Indiana University (1972)